# Lindenbergia titensis
Lindenbergia titensis är en snyltrotsväxtart som beskrevs av J.K. Sikdar och G.G. Maiti. Lindenbergia titensis ingår i släktet Lindenbergia och familjen snyltrotsväxter. Inga underarter finns listade i Catalogue of Life.